# Cyclommatus rangifer
Cyclommatus rangifer is een keversoort uit de familie vliegende herten (Lucanidae). De wetenschappelijke naam van de soort is voor het eerst geldig gepubliceerd in 1817 door Schonherr.